# Immunology and Allergy Clinics of North America
Immunology and Allergy Clinics of North America is een internationaal, aan collegiale toetsing onderworpen wetenschappelijk tijdschrift op het gebied van de allergieën en immunologie. De naam wordt in literatuurverwijzingen meestal afgekort tot Immunol. Allergy Clin. Het wordt uitgegeven door Elsevier en verschijnt 4 keer per jaar.